# 카렌듈라

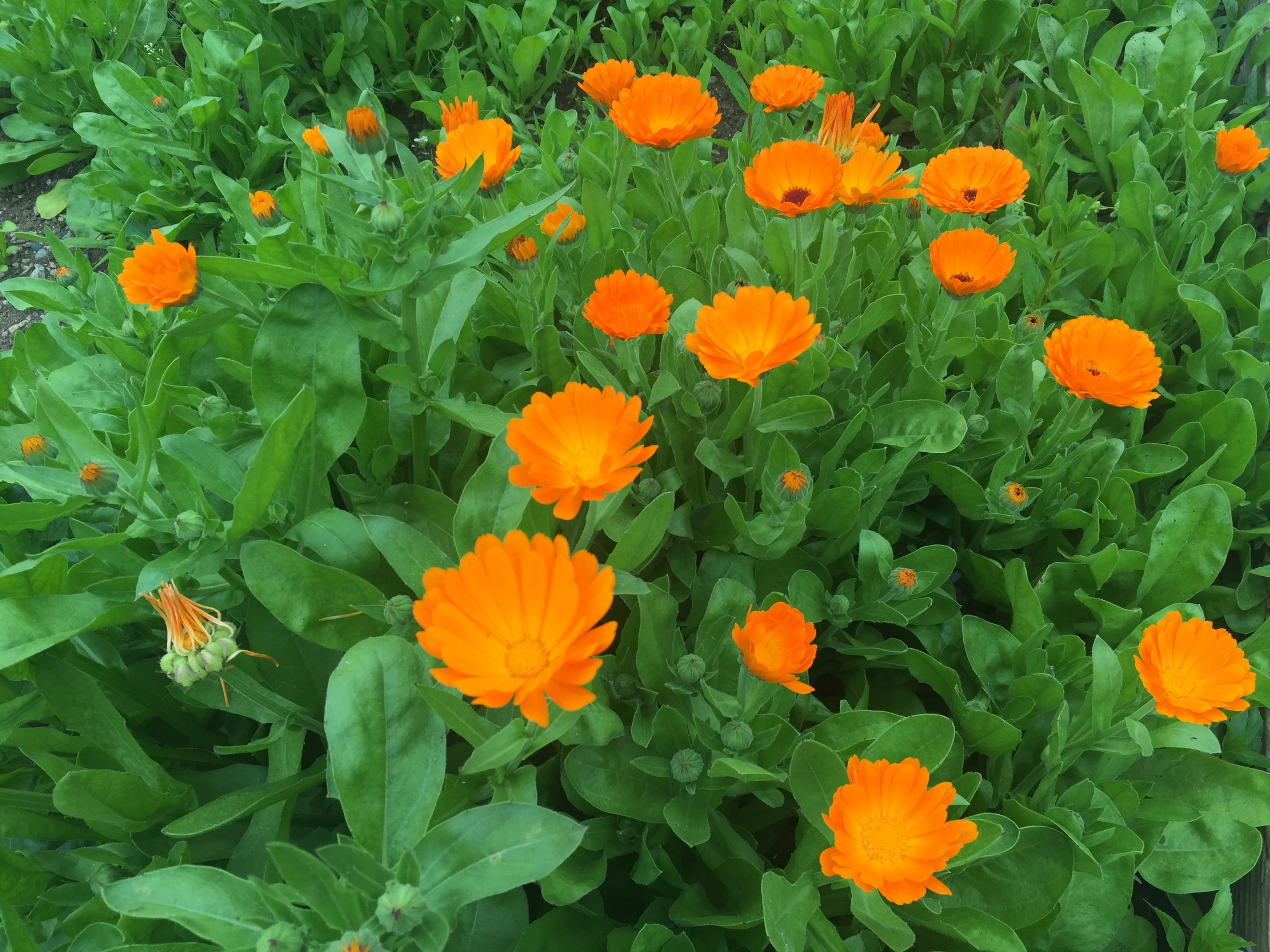

카렌듈라(Calendula officinalis)는 국화과의 속씨식물이다. 유럽 남부에 자생하지만 오랜 경작의 역사로 인해 구체적인 기원은 미상이다. 유럽 북부 먼곳(잉글랜드 남부까지)고 세계의 따뜻한 온대 지역들에서 널리 귀화된 상태이다.

## 특징
카렌듈라의 높이는 80cm이다. 잎은 피침형이며 길이는 5~17cm이다. 꽃차례는 노란색이며 2가지 줄의 털이 많은 포엽으로 둘러싸인 4~7cm의 위화로 구성된다.